# Dorotea del Palatinado-Veldenz
Dorotea del Palatinado-Veldenz (Lützelstein, 16 de enero de 1658 - Estrasburgo, 17 de agosto de 1723) fue una condesa palatina del Palatinado-Veldenz y por matrimonio duquesa del Palatinado-Zweibrücken.

## Vida
Dorotea era hija del conde palatino Leopoldo Luis de Veldenz (1625-1694) de su matrimonio con Ágata Cristina (1632-1681), hija del conde Felipe Wolfgang de Hanau-Lichtenberg.
La princesa, que se consideraba rica, se casó con su primo segundo, el duque y conde palatino Gustavo del Palatinado-Zweibrücken (1670-1731), que era 12 años menor que ella, el 10 de julio de 1707 en Zweibrücken. El matrimonio no tuvo hijos.
Mientras Gustavo Samuel Leopoldo se convirtió al catolicismo, Dorotea siguió siendo protestante. Gustavo trasladó la residencia al Palacio Zweibruecken y en 1720 reconstruyó el Palacio barroco de Gustavsburg. El 23 de abril de 1723, el duque pudo obtener la nulidad de su matrimonio en Roma alegando el cercano parentesco entre ambos y a que la unión había sido consagrada bajo el rito luterano.
En el mismo año, Gustavo Samuel Leopoldo se casó con Luisa Dorotea von Hoffmann, quien fue elevada al rango de Condesa Imperial por el Emperador. Las disputas resultantes con el Corpus Evangelicorum se resolvieron con la muerte de Dorotea, que ocurrió meses después del divorcio en el mismo año 1723 en Estrasburgo, a los 65 años. La duquesa fue enterrada en su ciudad natal de Lützelstein.